# Skipwith
Skipwith – wieś w Anglii, w hrabstwie North Yorkshire, w dystrykcie (unitary authority) North Yorkshire. Leży 15 km na południowy wschód od miasta York i 266 km na północ od Londynu.